# MODEN
MODEN（モドゥン）は、韓国の2人組の男性音楽グループである。

## 略歴
同じ大学の先輩・後輩として知り合い、結成。2010年、アルバム「Piano&Me」(Digitalrecord)でデビュー。

## ユニット名の由来
「すべてのもの」を表す韓国語「모든（モドゥン）」から命名。多様なジャンルの音楽、形式に縛られない音楽を目指す意味が込められている。

## メンバー
ハン・マンソン（한만성）1982年3月6日生、プロデュース、ピアノ。
ミュージカル『Summer Snow』音楽助監督。
パク・ヒョンジュン（박현준）1986年2月14日生、メインボーカル、ギター。

## ディスコグラフィ

### アルバム
- Piano & Me （2010年9月28日）
- four seasons （2012年4月19日）

### シングル
- 말해줘 (マレジョ) （2011年6月16日）
- 여름 (夏) （2011年8月15日）
- 가을 (秋) （2011年10月25日）
- 한강라이딩 (漢江ライディング) （2012年5月10日）

## 日本のメディアでの紹介
- 韓国語ジャーナル（アルク）No.40 2012年春号